# Коронація слова — 2010

Логотип конкурсу

Переможці конкурсу «Коронація слова — 2010» та «Гранд Коронація слова — 2010»

## Номінація «РОМАНИ»
- I Премія «Із сьомого дна» Ярослава Бакалець (с. Ралівка, Самбірського р-ну, Львівської обл.)
- II Премія «Орлик, син Орлика» Тимур Литовченко (Київ)
- III Премія «Гонихмарник» Мирослава Замойська (Львів)

Дипломанти  
- «По дорозі на Фреюнг»  Наталія Кудря (м. Локмарія, острів Бель-іль-ан-мер, Франція)
- «Арахнофобія»  Юрій Сорока (Хмельницький)
- «У пошуках Оґопоґо»  Леся Воронина (Київ)
- «Тринадцята жінка Фрейда»  Лілія Бондаренко (Миколаїв)
- «Розвідбат»  Олександр Лопатенко (м. Дубно, Рівненської обл.)
- «Кінець гламуру або Dolce Vita» Вероніка Хідченко (Львів)
- «1 000 000 $» Артем Антонюк (Суми)

## Номінація «ПІСЕННА ЛІРИКА ПРО КОХАННЯ»
- I Премія «Стояли поруч» Володимир Шинкарук (Житомир)
- II Премія «Лист» Ігор Жук (Київ)
- III Премія «Гравітація» Тала Пруткова (Київ)

Дипломанти
- «Коломия-Чернівці-Станіслав-Тернопіль» Володимир Кузь (Чернівці)
- «Золоте весілля» Георгій Даценко (Київ)
- «Столик на двох» Анатолій Кичинський (Херсон)
- «Абетка» Людмила Савчук (Хмельницький)
- «День, поки ти …» Тала Пруткова (Київ)
- «Я випала з життя» Тетяна Винник (м. Ніжин, Чернігівської обл.)
- «Наївна пісня» Ігор Жук (Київ)
- «Привітаноньки» Іляна Корнєєва (Київ)

## Номінація «КІНОСЦЕНАРІЇ»
- I Премія «Креденс» Ія Мислицька, Валентин Васянович (Київ)
- II Премія «Ляхова криниця»  Едуард Богуш (Київ)
- III Премія «Московський Клондайк» Володимир Ткаченко (м. Сміла, Черкаської обл.)

Дипломанти
- «Псих з «Аляски» Сергій Бутинець (м. Червоноград, Львівської обл.)
- «Президент» Ігор Козир (Запоріжжя)
- «Апостольські відвідини» Олексій Тімофеєв (Київ)
- «Гайя» Олена Макаренко (Київ)
- «Як заволодіти чарівною білявкою» Наталія та Олександр Астремські (Київ)

## Номінація «П'ЄСИ»
- I Премія «На прізвисько Цинцінат» Едуард Богуш (Київ)
- II Премія «Реквієм для кларнета без оркестру» Богдан Мельничук, Олег Мосійчук (Тернопіль)
- III Премія «Віщий сон, або Мудрий Іванко» Богдан Мельничук, Володимир Фроленков (Тернопіль)

Дипломанти
- «Амбасада» Людмила Богата (с. Ручки, Гадяцького р-ну, Полтавської обл.)
- «Перверсія» Катерина Аксьонова (Львів)
- «Фігура a-la Синді Кроуфорд, або Таємниця нев’янучої вроди» Вікторія Мельник (Краматорськ, Донецької обл.)
- «Майстер» Анастасія Шевердіна (Луганськ)
- «Соло з полонини» Тетяна Гаркуша (Київ)

## Номінація «Вибір видавців»
Дипломанти:
- Комашина тарзанка, Наталка Сняданко
- Твоя дитинка, Ірися Ликович
- Дивна така любов, Анна Багряна

## «Гранд Коронація слова»
- Гранд романи: «Століття Якова», Володимир Лис, Луцьк
- Гранд кіносценарії: «Атестація», Юлія Боднарюк, Чернівці
- Гранд п'єси: «Кар'єра» Валентин Тарасов Київ

## Церемонія нагородження
10-та ювілейна церемонія нагородження переможців Всеукраїнського конкурсу романів, кіносценаріїв, п'єс та пісенної лірики про кохання «Коронація слова» пройшла в Києві. Головною родзинкою події став літературний бал, на який окрім цьогорічних номінантів були запрошені переможці минулих років, а також відомі українські діячі культури і мистецтва. Зокрема, на святі були присутні Оксана Забужко, Віталій Козловський, Василь Лазарович, Ольга Богомолець, Влада Литовченко, Іво Бобул, Остап Ступка, Андрій Курков, польський кінорежисер Кшиштоф Зануссі та інші. 
«За десять років ми відкрили 175 імен, лауреати видали 100 романів, 7 фільмів, 6 п'єс, — наголосив засновник конкурсу Юрій Логуш. — Література, кіно і театр обрані не випадково, адже саме ці жанри є стратегічними жанрами культури, що формують і визначають зрілість нації».
Особливістю ювілейної церемонії нагородження стало вручення трьох спеціально виготовлених корон — вінців для конкурсу «Гранд Коронація». Спеціальну премію у розмірі 20000 гривень на видання книги отримала Іляна Корнєєва за цикл дитячих віршів «Привітаноньки».